# David Bennent

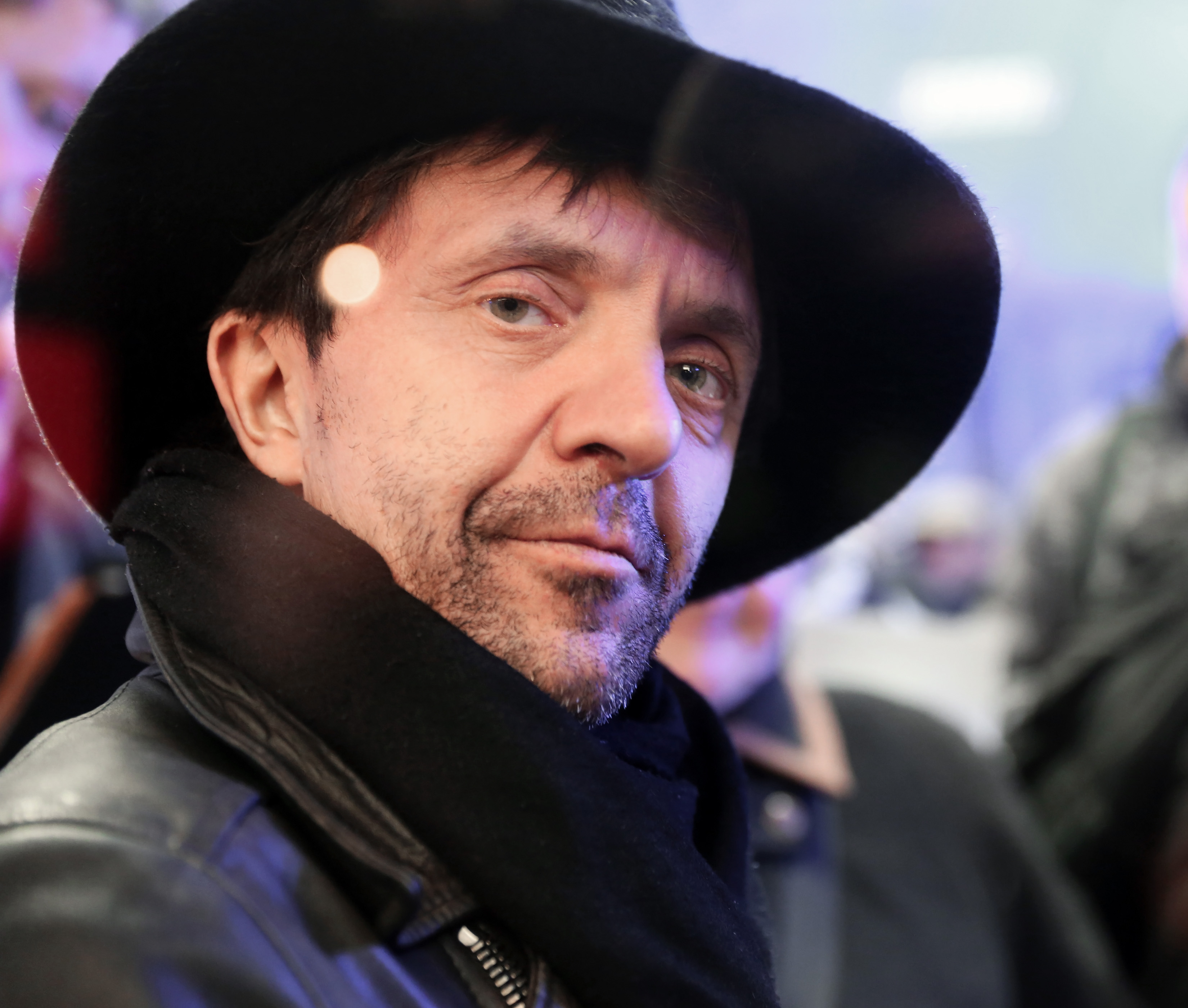
David Bennent bei der Premiere von Der Vampir auf der Couch (2014)

David Bennent (* 9. September 1966 in Lausanne) ist ein Schweizer Schauspieler.

## Lebensweg
David Bennent ist nach seiner Schwester Anne Bennent das zweite Kind des Schauspielers Heinz Bennent und der Tänzerin Paulette Renou (Künstlername Diane Mansart), die an der Pariser Oper engagiert war. Seine ersten Lebensjahre verbrachte er mit seinen Eltern und seiner Schwester auf der Insel Mykonos in Griechenland. Seine Mutter unterrichtete ihn einen Großteil seiner Schulzeit. Die ersten wenigen Schultage waren für ihn traumatisch, da er wegen seiner geringen Körpergröße von den Schülern gehänselt wurde. Viele medizinische Behandlungen von Kindheit an konnten nur wenig sein physisches Wachstum fördern; er ist heute 1,55 Meter groß. Zunächst wollte Bennent Jockey werden, doch „irgendetwas“ habe ihn „ans Theater gezogen, ich bin da nicht bewusst hingegangen.“ Die Entscheidung fiel, als er seine Schwester Anne in Paris besuchte, die gerade bei dem Regisseur Patrice Chéreau Unterricht nahm, und ihn Chéreau fragte, ob er nicht mitspielen wolle. Bennent nahm zwar an keinem regulären Schauspielschulunterricht teil, brachte sich aber autodidaktisch die Techniken des Schauspiels bei. Erst danach erweiterte er seine Schauspielkunst gemeinsam mit Vater und Schwester.
Bennent spielte in zahlreichen Theaterstücken und Filmen für Kino und Fernsehen. Bekannt geworden ist er vor allem in der Rolle des Oskar Matzerath in Volker Schlöndorffs Verfilmung des Romans Die Blechtrommel (1979) von Günter Grass. Zwar verdanke er dieser Rolle einen leichteren Berufseintritt, doch dafür sei er zeitlebens auf diesen Film von der Öffentlichkeit festgelegt worden. Daher lehnt er auch eine Fortsetzung des Filmes Die Blechtrommel über das letzte Drittel des Romans ab.
1984 hatte er sein erstes Theaterengagement an der Comédie-Française in Paris. In Deutschland trat er erstmals 1985 an der Schaubühne Berlin auf. Der Starregisseur Peter Brook nahm ihn 1990 in sein Pariser Ensemble auf, wo er bis 1997 arbeitete. 1999 hatte er zusammen mit seiner Schwester Anne einen Auftritt in der Uraufführung von George Taboris Fegefeuer am Wiener Akademietheater. Später war er vier Jahre fest am Berliner Ensemble engagiert. Seit 2005 spielt Bennent in vielen Stücken am Berliner Renaissance-Theater mit. Er lebt in seiner Freizeit vorwiegend auf Mykonos. Bennent spricht Deutsch, Französisch, Englisch und etwas Neugriechisch.
Mit seinem Vater trat er unter anderem in Samuel Becketts Endspiel auf und war damit seit 1995 auf einer Tournee in ganz Europa zu sehen. Diese Produktion wurde von der Kritik als eine „Sternstunde des Theaters“ gefeiert. Die Zürcher Weltwoche bezeichnete sie als „warm, geheimnisvoll und poetisch“ und für die Süddeutsche Zeitung war sie von „seltsam froher Helligkeit“. Von 1997 an bis 2010 schlossen sie daran eine weitere Tournee an, in der Bennent Texte aus Heiner Müllers Bildbeschreibung vortrug und der Vater seinen Lieblingsdichter Hölderlin aus dem Briefroman Hyperion rezitierte.
2016 übernahm er bei den Salzburger Festspielen die Rolle des Mammon in Hugo von Hofmannsthals Jedermann.
Bennent ist Botschafter bei Terre des hommes.

## Wichtige Theaterarbeiten
- Les Paravents von Jean Genet – Regie: Patrice Chéreau
- König Lear von William Shakespeare (Narr) – Regie: Klaus Michael Grüber
- Bantam – Regie: Klaus Michael Grüber
- Alkestis – Regie: Robert Wilson
- Macbeth (Pförtner und Hekate) – Regie: Arie Zinger
- Mein Herbert – Regie: Hans Peter Cloos
- Urgoetz (Georg) – Regie: Einar Schleef
- Ein Sommernachtstraum (als Puck) Oper von Benjamin Britten – Regie: Thomas Langhoff
- Engagement bei Peter Brook, Paris (7 Jahre) – Produktionen in französischer und englischer Sprache. Tourneen durch Nord- und Südamerika, Afrika, Asien und Europa.
- Endspiel von Samuel Beckett (Clov) Regie: Joël Jouanneau (Europa-Tournee in deutscher und französischer Sprache)
- Amphitryon von Heinrich von Kleist (Merkur) – Regie: Hans Neuenfels
- Purgatorium (Marcel Proust) – Regie: George Tabori
- Ein Heiner Müller / Friedrich Hölderlin Abend zusammen mit Vater Heinz Bennent
- Ein Sommernachtstraum von William Shakespeare (Zettel) – Regie: Leander Haußmann
- Erdbeben-Concerto – Regie: George Tabori
- Michael Kramer von Gerhart Hauptmann – Regie: Thomas Langhoff
- Minna von Barnhelm (Lessing; als Riccaut de la Marlinière). Aufführungen in Recklinghausen, Ludwigshafen und Luxemburg (2005/06)
- Der Krawattenklub (Fabrice Roger-Lacan), Aufführungen Renaissance-Theater, Berlin 2005/2006 [10]
- Mozart und Konstanze (Hamburger Kammerspiele) 2006
- Frohe Feste von Alan Ayckbourn, 2008[11]

## Filmografie (Auswahl)
- 1975: Mein Onkel Theodor oder Wie man im Schlaf viel Geld verdient
- 1975: Der Kommissar – Folge 92 Fährt der Zug nach Italien?, Regie: Theodor Grädler
- 1979: Die Blechtrommel
- 1984: Dog Day – Ein Mann rennt um sein Leben (Canicule)
- 1985: Derrick – Wer erschoß Asmy?
- 1985: Legende (Legend)
- 2002: L’enfant des lumières
- 2003: Poem
- 2004: She Hate Me
- 2007: Ulzhan – Das vergessene Licht
- 2013: Michael Kohlhaas
- 2014: Der Vampir auf der Couch
- 2015: Kommissar Dupin – Bretonisches Gold
- 2016: Die Pfeiler der Macht
- 2016: Nebel im August
- 2016: Das Geheimnis der zwei Schwestern (Planetarium)
- 2018: Dogs of Berlin
- 2019: SCHULD nach Ferdinand von Schirach (3.01) – Der kleine Mann
- 2019: Tatort: Väterchen Frost
- 2023: Die Theorie von Allem
- 2024: Spuk unterm Riesenrad
- 2024: Der Zürich-Krimi – Borchert und die Stadt in Angst

## Hörspiele
- 2006: Heiner Goebbels: Landschaft mit entfernten Verwandten – Komposition und Regie: Heiner Goebbels, Aufführung: Ensemble Modern, Produktion: SWR.
- 2014: Stephan Krass und Ulrike Haage: The Moon Tapes – Regie: S. Krass und U. Haage, Produktion: SWR.
- 2020: William S. Burroughs: The Cat Inside – Regie: Kai Grehn, Produktion: SWR, CD: Major Label, ISBN 978-3-95575-164-7
- 2023: Kai Grehn: Die Causa Jeanne d'Arc  – Regie: Kai Grehn, Produktion: SWR/RBB

## Dokumentarfilme
- Bennent mal vier – Diane, Heinz, Anne und David Bennent. Porträt einer Künstlerfamilie. Dokumentarfilm, Deutschland, 1998, 45 Min., Buch und Regie: Georg Stefan Troller, Produktion: Kick Film in Koproduktion mit WDR und NDR, Erstsendung: 6. Dezember 1998 auf Nord 3, Inhaltsangabe von Kick Film, (Memento vom 25. März 2013 im Internet Archive).
- David Bennent, Schauspieler. Gespräch, Deutschland, 2017, 26:03 Min., Moderation: Michel Ries, Produktion: SWR, Reihe: Leute, Erstsendung: 17. Februar 2017 bei SWR1 Baden-Württemberg, Inhaltsangabe und online-Video von SWR.